# Paul Sellmann (Politiker)
Paul Sellmann (* 29. Juli 1933 in Werdohl; † 9. Februar 2021 in Höxter) war ein deutscher Politiker der CDU.

## Ausbildung und Beruf
Nach dem Besuch der Volksschule, des Gymnasiums und dem Erhalt des Abiturs absolvierte Paul Sellmann 1957 ein Rechtspflegerexamen. 1961 erfolgte das erste und 1965 das zweite juristische Staatsexamen. Von 1965 bis 1968 fungierte er als erster Beigeordneter der Stadt Neheim-Hüsten. Ab April 1968 war er bis 1996 als Oberkreisdirektor des Kreises Höxter tätig.

## Politik
Paul Sellmann war von 1952 bis 1970 Mitglied der Jungen Union. Er war Landesvorsitzender von Westfalen-Lippe der Jungen Union und Mitglied des Deutschlandrates. Mitglied der CDU wurde er 1954. Ortsvorsitzender der CDU Werdohl war Sellmann von 1963 bis 1966 sowie Landesvorstandsmitglied der CDU Westfalen-Lippe. Mitglied des Akademiebeirates der Politischen Akademie Eichholz war er ab 1969. Als Ratsherr der Stadt Werdohl übte er von 1961 bis 1965 sein Mandat aus.
Paul Sellmann war vom 26. Juli 1970 bis zum 27. Mai 1975 direkt gewähltes Mitglied des 7. Landtages von Nordrhein-Westfalen für den Wahlkreis 136 Höxter.

## Auszeichnungen
- Bundesverdienstkreuz am Bande, 1975
- Ehrenbürger der Stadt Herzberg (Elster), 2009 vergeben